# Fatoumata Bagayoko
Pour les articles homonymes, voir Bagayoko.
Fatoumata Bagayoko (née le 23 mai 1988 à Bamako) est une joueuse malienne de basket-ball. Elle a concouru pour le Mali aux Jeux olympiques de 2008,. Elle joue au club de Djoliba AC.

## Palmarès
- Médaille d'or au championnat d'Afrique 2007
- Médaille d'or des Jeux africains de 2015
- Médaille de bronze au championnat d'Afrique 2011
- Médaille de bronze au championnat d'Afrique 2017 au Mali